# Platycryptus arizonensis
Platycryptus arizonensis is een spinnensoort in de taxonomische indeling van de springspinnen (Salticidae).
Het dier behoort tot het geslacht Platycryptus. De wetenschappelijke naam van de soort werd voor het eerst geldig gepubliceerd in 1958 door R. W. Barnes.